# Friesenbach
Il Friesenbach  è un fiume della Sassonia, Germania, affluente dell'Elster Bianco.
La sua sorgente si trova a circa 450 m s.l.m., nei pressi del villaggio di Theuma. Scorre per una decina di chilometri prima di immettersi nell'Elster Bianco, affluente della Saale.